# Ida Holz
Ida Holz Bard (ur. 30 stycznia 1935 w Montevideo) – urugwajska profesor informatyki, znana z pionierskich badań nad informatyką i internetem.

## Życiorys
Urodziła się w rodzinie polskich emigrantów żydowskiego pochodzenia. W latach 1953–1957 przebywała w Izraelu, gdzie odbyła służbę wojskową i pracowała w Kibucu.
Po powrocie do Urugwaju planowała studiować architekturę, jednak z powodu pracy nauczycielki matematyki w Instituto de Profesores Artigas nie była w stanie rozpocząć studiów. Tamże jej profesor logiki matematycznej zaproponował jej uczestnictwo w kursie prowadzonym przez Uniwersytet Republiki w Montevideo.
W 1964 roku wyszła za mąż za malarza Anhelo Hernándeza, który pracował w warsztacie Joaquína Torresa Garcíi.
Na początku lat 70. Holz była członkinią pierwszej generacji urugwajskich studentów wydziału informatyki Uniwersytetu Republiki. W 1974 razem z mężem wyemigrowała do Meksyku, gdzie rozpoczęła pracę w Generalnej Dyrekcji Polityki Gospodarczej i Społecznej. W późniejszym czasie pracowała w meksykańskim Narodowym Instytucie Statystycznym. Meksykański rząd zaproponował jej stanowisko kierowniczki instytutu, jednak odmówiła, gdyż zdecydowała się powrócić do Urugwaju.
W 1986 roku skutecznie starała się o stanowisko dyrektora Servicio Central de Informática na Uniwersytecie Republiki (SECIU). Na początku lat 90. prowadzony przez nią instytut zajmował się rozwojem internetu w Urugwaju, a sama Ida Holz odgrywała znaczącą rolę w rozwoju technologii informacyjnych i komunikacyjnych. Podczas konferencji w Rio de Janeiro była w opozycji do polityki Stanów Zjednoczonych i Europy, odnośnie do narzucenia krajom latynoamerykańskim schematu powstawania globalnej sieci internetu. Pod jej kierownictwem w 1994 roku SECIU zainstalowało pierwszy węzeł internetowy w Urugwaju. Od 2005 roku pracuje w dyrekturze Agencia de Sociedad de la Información de Uruguay (AGESIC). Jest jednym z promotorów projektu Ceibal.

## Nagrody i wyróżnienia
W 2009 roku otrzymała nagrodę od LACNIC (Registro de Direcciones de Internet para América Latina y Caribe) za całokształt swojej pracy. LACNIC przyznało taką nagrodę osobom, które przyczyniają się do rozwoju internetu.
W 2013 roku została pierwszą osobą z krajów latynoamerykańskich, która znalazła się w Hall of Fame Internet Society (inicjatywy honorującej osoby, które przyczyniły się do rozwoju internetu).
Urugwajska poczta wydała w 2015 roku znaczek pocztowy poświęcony Idzie Holz. Była to seria poświęcona wybitnym osobistościom Urugwaju.
W 2017 roku podczas obchodów 10. rocznicy projektu Ceibal otrzymała nagrodę w uznaniu za jej pionierską pracę nad rozwojem internetu w Urugwaju.